# Rhynchomicropteron puliciforme
Rhynchomicropteron puliciforme är en tvåvingeart som beskrevs av Annandale 1912. Rhynchomicropteron puliciforme ingår i släktet Rhynchomicropteron och familjen puckelflugor.
Artens utbredningsområde är Sri Lanka. Inga underarter finns listade i Catalogue of Life.